# Ромул из Фиезоле
Ро́мул (умучен ок. 90 года) — святой покровитель Фьезоле, Италия. День памяти — 6 июля.
Святой Ромул (итал. San Romolo), вероятно, был либо диаконом, либо священником, либо епископом, жившим в I веке. Согласно преданию, он был обращён в Христову веру апостолом Петром и стал его учеником. Став первым епископом Фьезоле, св. Ромул был схвачен и умучен вместе с Кариссимом (Carissimus), Дулькиссимом (Dulcissimus), Маркис(и)аном (Marchis(i)anus) и Крескентием (Crescentius) во времена императора Домициана.
В документах 966 года его не именуют ни епископом, ни мучеником, однако документ 1028 года именует его именно так. День памяти 6 июля упоминается во флорентийском издании мартиролога Узуарда 1468 года. С XVI века его имя появляется в Римском мартирологе, где его именуют учеником св. Петра.
Наиболее раннее изображение св. Ромула относится к 1440 году в полиптихе в Соборе Фьезоле, где он представлен вместе со святыми Александром, Петром и Донатом (Donatus).

Согласно легенде XI века, он был внебрачным сыном женщины по имени Люцерна от Кира, раба её отца. Как и его тёзка, основатель Рима, младенец был покинут и вскормлен волчицей. Затем Ромул был найден и спасён святым Петром.